# Pleurocerina aristalis
Pleurocerina aristalis är en tvåvingeart som först beskrevs av Camras 1961.  Pleurocerina aristalis ingår i släktet Pleurocerina och familjen stekelflugor. Inga underarter finns listade i Catalogue of Life.